# Dr. Quendt

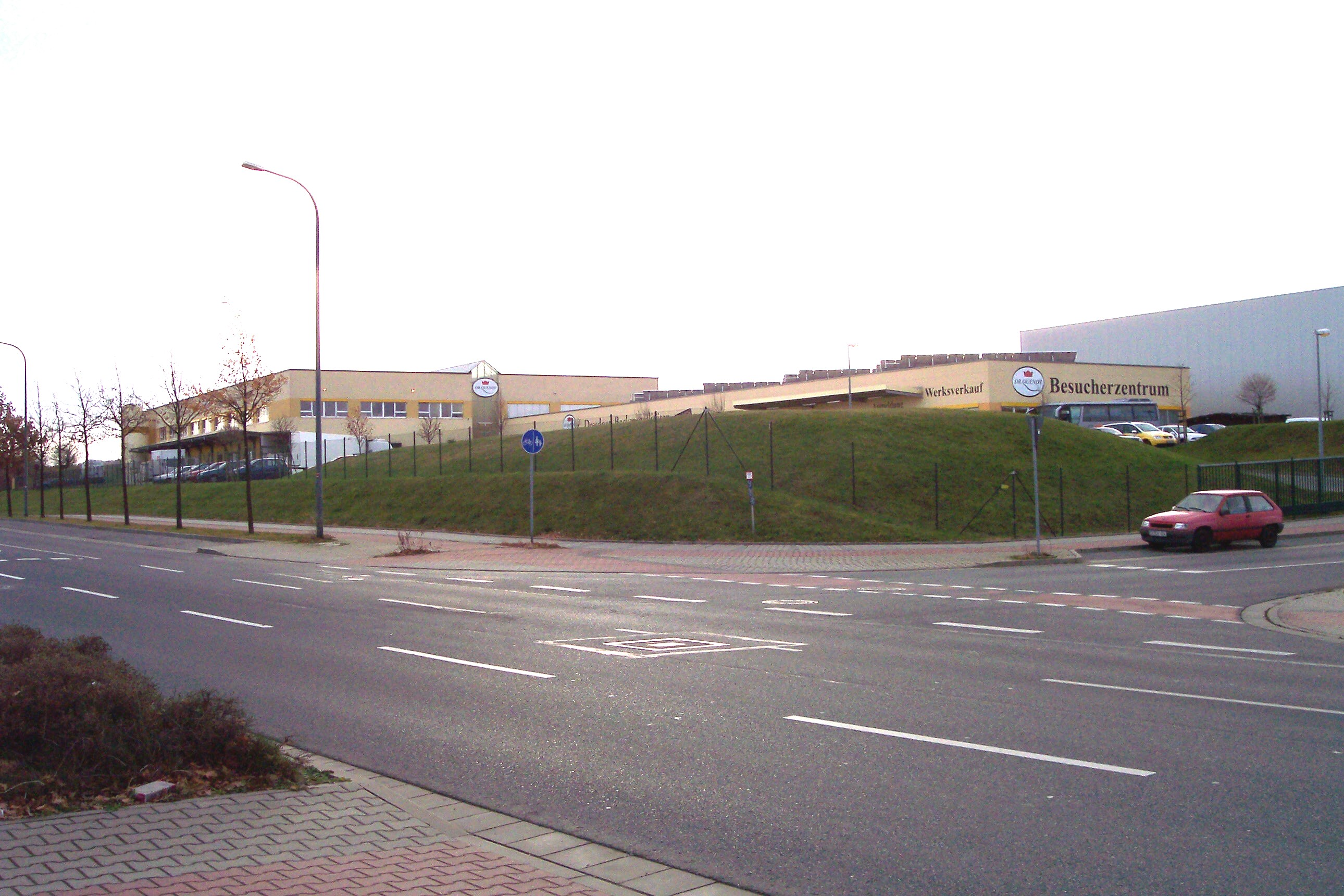
Das Werksgebäude in Dresden-Gittersee

Die Dr. Quendt GmbH & Co. KG ist ein deutsches Unternehmen der Lebensmittelindustrie mit Sitz in Dresden. Sie stellt vor allem Russisch Brot, Dresdner Christstollen, Oblaten und Dinkelchen her.
Im Jahre 2014 erwarb die Lambertz-Gruppe über die WIKI Aachener Printen und Lebkuchen Spezialitäten-Vertriebs-Gesellschaft mbH mit Sitz in Neu-Ulm eine Mehrheitsbeteiligung an Dr. Quendt. Die Beteiligung wurde 2018 auf 100 % erhöht.

## Geschichte
1876 wurde von dem Österreicher Wenzel Hromadka Eidam und dem Dresdner Kaufmann Heinrich Vollmann die „Original Wiener Waffel-, Hohlhippen-, Bisquit- etc. Special-Fabrik“ in Plauen bei Dresden gegründet. Nach verschiedenen Eigentümerwechseln und dem schrittweisen Ausbau der Produktionsstätte wurde diese bei Bomberangriffen 1945 teilweise zerstört. Bis 1946 wurde die Fabrik wieder aufgebaut. 1957 musste das Unternehmen „Berger & Böhme Dauerbackwarenfabrik BERBÖ“ eine staatliche Beteiligung aufnehmen. Im Jahr 1972 erfolgte die vollständige Verstaatlichung als VEB Rubro. Im Jahre 1974 wurde dieser dem VEB Elite Dauerbackwaren Dresden angegliedert.
Im Jahr 1959 begann in der Produktionsstätte Kaitzer Straße die Herstellung von Russisch Brot, dem Hauptprodukt der Dr. Quendt KG. Russisch Brot gehörte in der DDR zur „Bückware“.
1982 wurde ein Versuchslabor für Bäckereitechnik-Maschinen eingerichtet. Nachdem 1988 die von einem Mitarbeiterkollektiv um den Lebensmitteltechnologen Hartmut Quendt (1940–2016) entwickelte Anlage zur kontinuierlichen Fertigung von Russisch Brot erstmals getestet war, wurde der VEB Dauerbackwaren im Ergebnis der Wende aufgelöst und abgewickelt. Quendt rettete seine Maschine und gründete 1991 die „Dr. Quendt Backwaren GmbH“, um die Produktion von Russisch Brot in Dresden fortzuführen. Quendt fuhr im Lieferwagen über Land und verkaufte Russisch Brot an Läden, die zu dieser Zeit noch Interesse an Ost-Produkten hatten. 1992 ließ er sich den Namen „Dr. Quendt“ rechtlich schützen, und im selben Jahr wurden in den Handelsketten Spar und Allkauf Quendt-Produkte gelistet. 1994 wurde mit der Herstellung von Original Dresdner Christstollen begonnen. 1999 wurde die 1996 in Insolvenz gegangene „Firma Herbert Wendler“ und mit ihr die Produktion von Dominosteinen übernommen. 2000 erfolgte eine Erweiterung der Kapazitäten am neuen Standort im Gewerbegebiet Coschütz/Gittersee. 2008 wurde hier ein Neubau mit erweitertem Werksverkauf als Besucherzentrum eröffnet.
Die heimatbezogene Herkunft aus Sachsen wird in Marketing und Werbung in den Vordergrund gestellt, so mit der Bezeichnung „Dresdner Russisch Brot“. Mit dem 20-jährigen Firmenbestehen und den 135 Jahren „Spezialitätenbäckerei Dresden“ wurde 2011 das Jubiläum begangen. Dafür wurden die Dominosteine als Bio-Produkt aufgenommen. Da sich im Einzelhandel die nötigen Preise für die hochwertigen Zutaten nicht erzielen ließen, wurde deren traditionelle Herstellung im Frühjahr 2010 eingestellt, doch mit dem Jubiläum ab Oktober 2011 als „Dresdner Dominosteine“ nach dem Rezept des Erfinders Herbert Wendler in Bio-Qualität wieder auf den Markt gebracht.
Die Lambertz-Gruppe vereint damit drei führende Marken mit großen Herkunftsbezeichnungen im Backwarenbereich: Aachener Printen, Nürnberger Lebkuchen und Dresdner Stollen. Dr. Quendt hat aber nur ca. 3,5 Prozent Anteil am Konzerngeschäft.

## Produkte

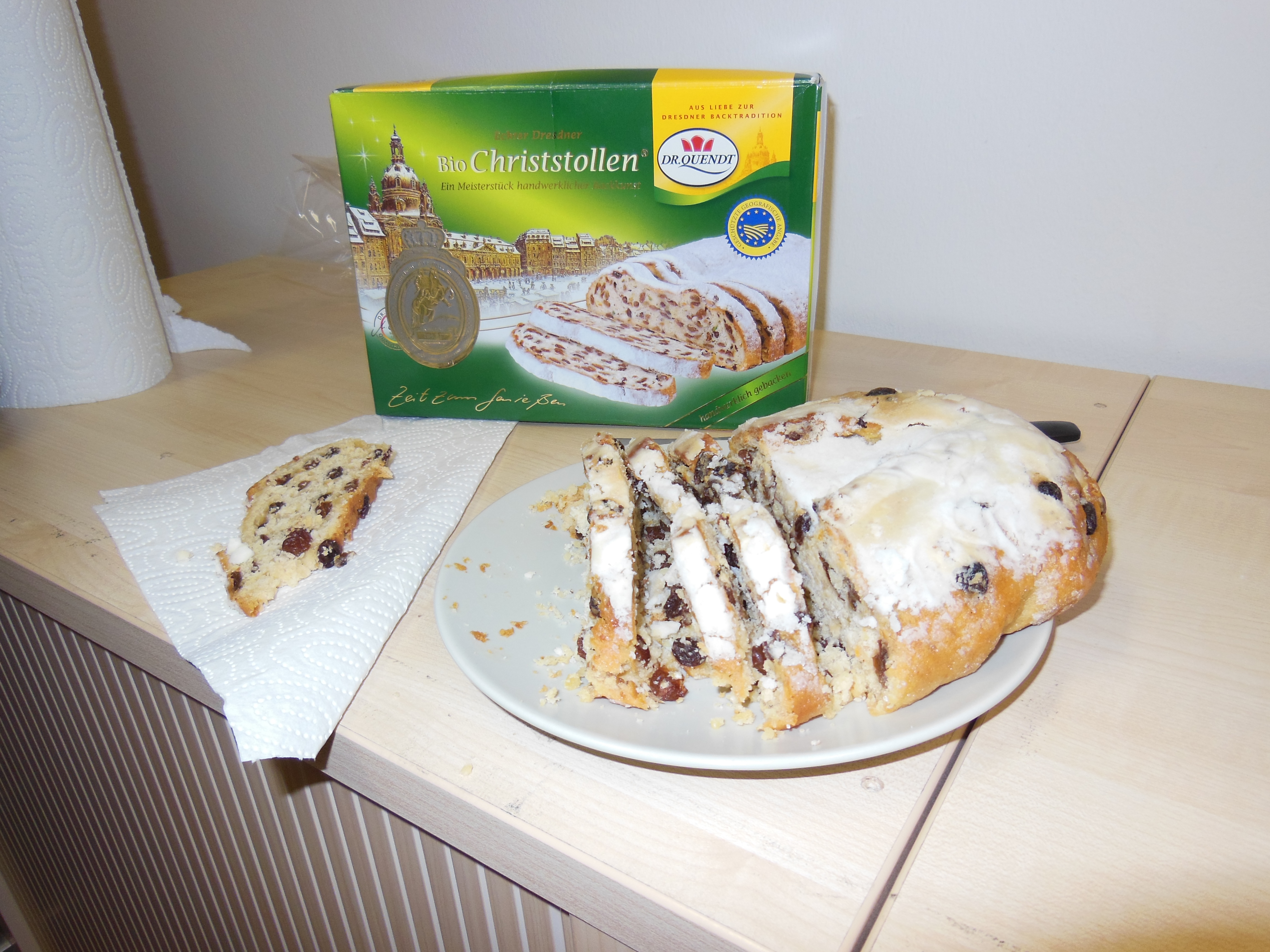
Christstollen von Dr. Quendt (2013)

Die bekanntesten Produkte sind Dresdner Russisch Brot, die Dominosteine, „Bemmchen“ und „Dinkelchen“. Oblaten ergänzen die Produktgruppe „Gebäck/Snacks“.
In der Adventssaison ist Dresdner Christstollen und Mandelstollen in der Produktpalette. Die Firma wurde 2022 Testsieger im Stollentest bei Stiftung Warentest und ist mit jährlich 3 Millionen Stück der größte Hersteller und Mitglied im Schutzverband „Dresdner Stollen“ e. V.
Da diese Produkte nicht deutschlandweit erhältlich sind, hat das Unternehmen einen Online-Shop eingerichtet, über den eine Auswahl der Produkte bestellt werden kann. Neben weiteren Süß- und Salzgebäckwaren werden in Dresden-Gittersee auch Konfekt (Dresdner Marzipan) und Bio-Produkte hergestellt, darunter Christstollen in Bioqualität. 2017 erreichte die gesamte Produktion 4630 Tonnen.
Pünktlich zur jährlichen Wahl des sächsischen Wortes des Jahres gibt es die „Limiddid Eddischn Säggsisch Brod“ ohne „harte“ Konsonanten.

## Trivia
Die Comicfiguren Die Abrafaxe der Zeitschrift „Mosaik“ zierten in den 2000er Jahren verschiedene Firmenprodukte.